# سدل‌بروک (آریزونا)
سدل‌بروک (به انگلیسی: Saddlebrooke) یک منطقهٔ مسکونی در ایالات متحده آمریکا است که در شهرستان پاینال، آریزونا واقع شده‌است. سدل‌بروک ۷۵٫۷۵ کیلومتر مربع مساحت و ۲۶٬۳۶۱ نفر جمعیت دارد.